# Agelaea palmata
Agelaea palmata là một loài thực vật có hoa trong họ Connaraceae. Loài này được Jongkind mô tả khoa học đầu tiên năm 1997.